# Bagadogo (Pibaoré)
Pour les articles homonymes, voir Bagadogo.
Bagadogo est une localité située dans le département de Pibaoré de la province du Sanmatenga dans la région Centre-Nord au Burkina Faso.

## Économie
L'activité principale de Bagadogo est l'agro-pastoralisme.

## Éducation et santé
Le centre de soins le plus proche de Bagadogo est le centre de santé et de promotion sociale (CSPS) de Pibaoré tandis que le centre hospitalier régional (CHR) se trouve à Kaya.
Le village possède une école primaire publique.